# Liste des œuvres d'art du Val-d'Oise
Cet article vise à recenser les œuvres d'art dans l'espace public du Val-d'Oise, en France.

## Liste
Les œuvres sont classées par ordre alphabétique de communes et, au sein de celles-ci, par ordre chronologique d'installation, dans la mesure des informations disponibles.

### Sculptures
| Œuvre                              | Auteur               | Commune               | Localisation                                                                                         | Notes | Installation | Coordonnées                      | Illustration                       |
| ---------------------------------- | -------------------- | --------------------- | --- | --- | ------------ | -------------------------------- | ---------------------------------- |
| Buste de Charles-Francois Daubigny | À déterminer         | Auvers-sur-Oise       | À déterminer                                                                                         | | À déterminer | à géolocaliser                   | Buste de Charles-Francois Daubigny |
| Vincent Van Gogh                   | Ossip Zadkine        | Auvers-sur-Oise       | Dans le parc Van Gogh                                                                                | | À déterminer | à géolocaliser                   | Image manquante                    |
| Axe majeur                         | Dani Karavan         | Cergy                 | À déterminer                                                                                         | | 1980         | 49° 02′ 35″ nord, 2° 02′ 12″ est | Image manquante                    |
| Ceux qui attendent                 | Jean-Michel Alberola | Cergy                 | Gare de Cergy-le-Haut                                                                                | | 1994         | 49° 02′ 55″ nord, 2° 00′ 43″ est | Image manquante                    |
| Le Retour du marché                | Joseph Erhardy       | Cergy                 | Sur le parvis de la Préfecture                                                                       | | 1980         | à géolocaliser                   | Image manquante                    |
| Lion                               | À déterminer         | Chauvry               | Rue de Baillet                                                                                       | | À déterminer | à géolocaliser                   | Lion                               |
| Buste de Louis Daguerre            | À déterminer         | Cormeilles-en-Parisis | À déterminer                                                                                         | | À déterminer | à géolocaliser                   | Buste de Louis Daguerre            |
| Buste de Ferdinand Berthoud        | À déterminer         | Groslay               | À déterminer                                                                                         | | À déterminer | à géolocaliser                   | Buste de Ferdinand Berthoud        |
| Buste de Jean Gabin                | À déterminer         | Mériel                | À déterminer                                                                                         | | À déterminer | à géolocaliser                   | Buste de Jean Gabin                |
| Jean-Jacques Rousseau              | À déterminer         | Montmorency           | À déterminer                                                                                         | | À déterminer | à géolocaliser                   | Jean-Jacques Rousseau              |
| Statue                             | À déterminer         | Montmorency           | Dans le parc de l'hôtel de ville                                                                     | | À déterminer | à géolocaliser                   | Statue                             |
| Vierge                             | À déterminer         | Nointel               | Avenue de Verdun                                                                                     | | À déterminer | à géolocaliser                   | Vierge                             |
| Charles Victoire Emmanuel Leclerc  | À déterminer         | Pontoise              | À déterminer                                                                                         | | À déterminer | à géolocaliser                   | Charles Victoire Emmanuel Leclerc  |
| Métalithe                          | Alex Labejof         | Roissy-en-France      | À déterminer                                                                                         | | À déterminer | à géolocaliser                   | Image manquante                    |
| Le Temps                           | Djahan Gosha         | Roissy-en-France      | Dans le parc de l'hôtel de ville                                                                     | | À déterminer | à géolocaliser                   | Image manquante                    |
| Buste de Nicolas de Catinat        | Dan-Robert           | Saint-Gratien         | Sur la place de la Victoire, angle de la rue Salvador-Allende et de l'avenue John-Fitzgerald-Kennedy | Sculpture en pierre reconstituée. L'œuvre originale, en pierre taillée, réalisée en 1988 par le même sculpteur se trouve à l'intérieur du château Catinat | 1988         | à géolocaliser                   | Buste de Nicolas de Catinat        |
| Charles de Gaulle                  | Dan-Robert           | Saint-Gratien         | Sur la place du Général-de-Gaulle                                                                    | stèle réalisée à l'occasion du 100e anniversaire de la naissance du général de Gaulle                                                                     | 1990         | à géolocaliser                   | Image manquante                    |
| François Truffaut                  | Dan-Robert           | Saint-Gratien         | À déterminer                                                                                         | | 1988         | à géolocaliser                   | Image manquante                    |
| la Libération de Paris             | Dan-Robert           | Saint-Gratien         | À déterminer                                                                                         | Stèle commémorative du 50e anniversaire de la libération de Paris                                                                                         | 1995         | à géolocaliser                   | Image manquante                    |
| Monument à Michel Barbu            | Dan-Robert           | Saint-Gratien         | Sur la place des Bengalis                                                                            | Monument en granit, mains en pierre taillée, effigie de Marcel Barbu en bronze, maisons en pierre taillée.                                                | 1989         | 48° 58′ 13″ nord, 2° 16′ 26″ est | Image manquante                    |
| Fontaines                          | Vincent Barré        | Saint-Leu-la-Forêt    | À déterminer                                                                                         | | 1988         | à géolocaliser                   | Image manquante                    |
| Buste de Cyrano de Bergerac        | Dan-Robert           | Sannois               | Sur la placette, à l'angle du boulevard Charles-de-Gaulle et de la rue Cyrano-de-Bergerac            | | 1998         | 48° 58′ 14″ nord, 2° 15′ 40″ est | Image manquante                    |
| Buste d'Honoré Daumier             | À déterminer         | Valmondois            | À déterminer                                                                                         | | À déterminer | à géolocaliser                   | Buste d'Honoré Daumier             |

### Monuments aux morts
| Œuvre              | Auteur            | Commune               | Localisation                      | Notes | Installation | Coordonnées    | Illustration       |
| ------------------ | ----------------- | --------------------- | --------------------------------- | ----- | ------------ | -------------- | ------------------ |
| Monument aux morts | À déterminer      | Beaumont-sur-Oise     | Sur la place Guy-Môquet           |       | 1920         | à géolocaliser | Monument aux morts |
| Monument aux morts | À déterminer      | Beaumont-sur-Oise     | Dans le cimetière                 |       | À déterminer | à géolocaliser | Monument aux morts |
| Monument aux morts | Jean-Louis Bozzi  | Champagne-sur-Oise    | Sur la place du général de Gaulle |       | À déterminer | à géolocaliser | Monument aux morts |
| Monument aux morts | Albert Bartholomé | Cormeilles-en-Parisis | À déterminer                      |       | À déterminer | à géolocaliser | Monument aux morts |